# جايمي هرنانديز غونزاليس
جايمي هرنانديز غونزاليس (بالإسبانية: Jaime Hernández González)‏ هو سياسي مكسيكي، ولد في 18 سبتمبر 1953 في غوادالاخارا في المكسيك. حزبياً، نشط في الحزب الثوري المؤسساتي. وقد انتخب عضو مجلس النواب المكسيك.